# Мрежичко (Кырджалийская область)
Мрежичко (болг. Мрежичко) — село в Болгарии. Находится в Кырджалийской области, входит в общину Джебел. Население составляет 107 человек.

## Политическая ситуация
В местном кметстве Рогозче, в состав которого входит Мрежичко, должность кмета (старосты) исполняет Ерол Хасан Хасан (Движение за права и свободы (ДПС)) по результатам выборов правления кметства.
Кмет (мэр) общины Джебел — Бахри Реджеб Юмер (Движение за права и свободы (ДПС)) по результатам выборов в правление общины.